# Rhyse Martin

a Compétitions nationales et continentales officielles uniquement.

b Matchs officiels uniquement.
Rhyse Martin, né le 1er mars 1993 à Cairns (Australie), est un joueur de rugby à XIII australien d'origine papoue évoluant au poste de deuxième ligne. Bien qu'il n'ait pas encore pris part à une rencontre en National Rugby League où il s'y trouve cantonné dans des équipes réserves avant de signer pour 2018 aux Bulldogs de Canterbury, il est régulièrement sélectionné en sélection papoue depuis 2015 avec laquelle il a atteint les quarts de finale de la Coupe du monde 2017

## Palmarès
- Collectif :
  - Vainqueur de la Challenge Cup : 2020 (Leeds).
  - Finaliste de la Super League : 2022 (Leeds).

### En sélection

#### Détails en sélection
| 1. | 2 mai 2015       | Fidji          | 10-22 | Amical         | Deuxième ligne | 0  | 0 | 0  | 0 |
| 2. | 7 mai 2016       | Fidji          | 24-22 | Amical         | Deuxième ligne | 0  | 0 | 0  | 0 |
| 3. | 6 mai 2017       | Îles Cook      | 32-22 | Amical         | Deuxième ligne | 0  | 0 | 0  | 0 |
| 4. | 28 octobre 2017  | Pays de Galles | 50-6  | Coupe du monde | Deuxième ligne | 18 | 2 | 5  | 0 |
| 5. | 5 novembre 2017  | Irlande        | 14-6  | Coupe du monde | Deuxième ligne | 2  | 0 | 1  | 0 |
| 6. | 12 novembre 2017 | États-Unis     | 64-0  | Coupe du monde | Deuxième ligne | 20 | 0 | 10 | 0 |
| 7. | 19 novembre 2017 | Angleterre     | 6-36  | Coupe du monde | Deuxième ligne | 2  | 0 | 1  | 0 |
| 8. | 23 juin 2018     | Fidji          | 26-14 | Amical         | Deuxième ligne | 10 | 0 | 5  | 0 |
| 9. | 23 juin 2018     | Samoa          | 6-24  | Amical         | Deuxième ligne | 2  | 0 | 1  | 0 |

### En club

#### Statistiques
| Saison | Club                | Compétition           | Matchs | Points | Essais | Goals | Drops |
| ------ | ------------------- | --------------------- | ------ | ------ | ------ | ----- | ----- |
| 2018   | Canterbury Bulldogs | National Rugby League | 14     | 88     | 4      | 36    | 0     |
| 2019   | Canterbury Bulldogs | National Rugby League | 11     | 26     | 0      | 33    | 0     |
| 2019   | Leeds Rhinos        | Super League          | 9      | 76     | 2      | 34    | 0     |